# Kitelepítési emlékmű (Dorog)

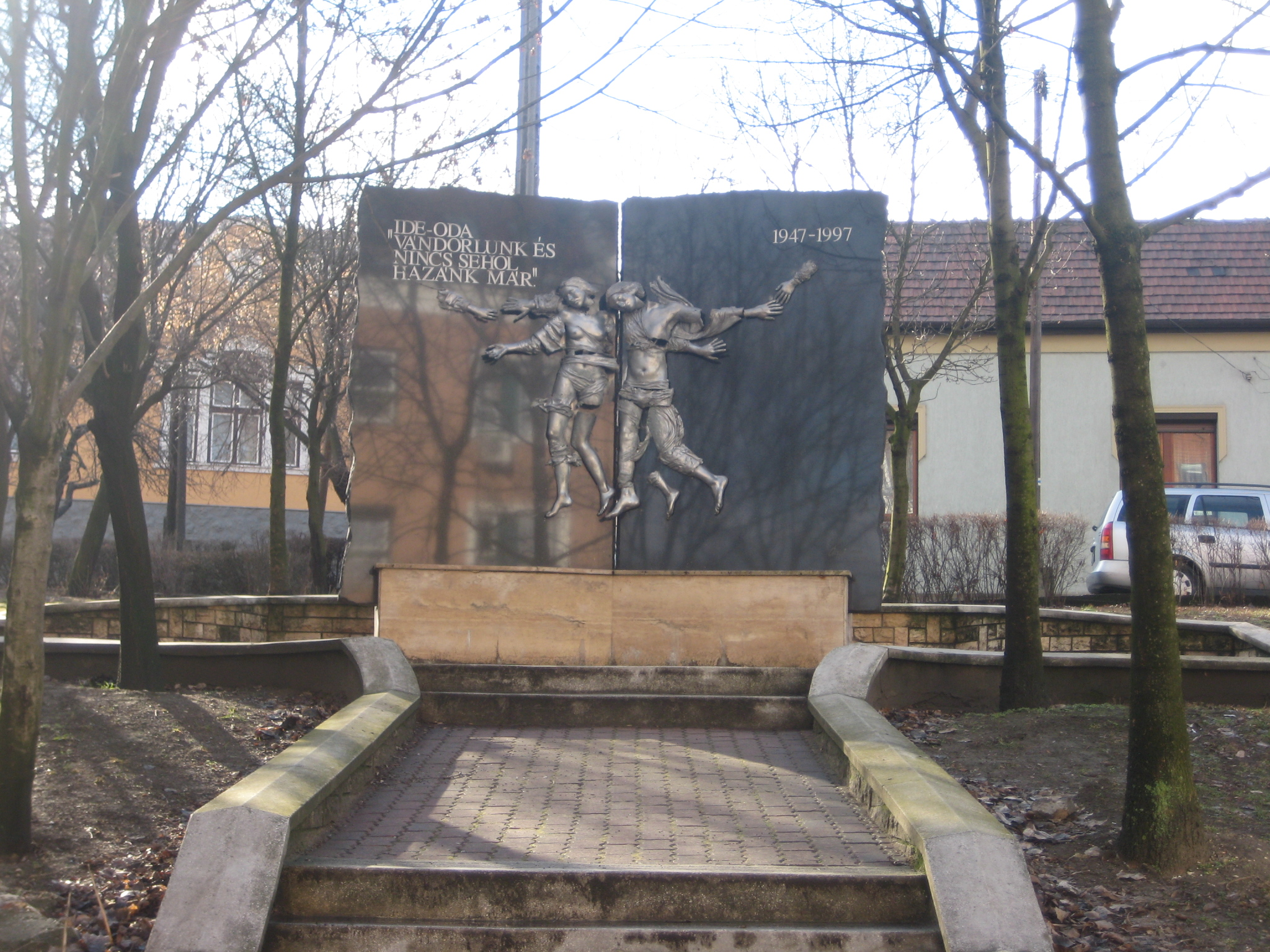
A Kitelepítési emlékmű

A kitelepítési emlékmű egy szobor Dorogon, amely a városból kitelepítettek kitelepítésének 50. évfordulójára épült, és jelenleg a Templom téren áll.

## Története
1997-ben építették a kitelepítések 50. évfordulójára a Templom téren. A Megbékélés Napján adták át, alkotója Árvai Ferenc szobrászművész. Szövege kitelepítettek vagonjainak feliratát, továbbá a kitelepítés és az emlékműállítás évét idézi. (Építész: Puchner Ferenc.)
Az emlékművön olvasható szöveg:
| „          | Ide-oda vándorlunk és nincs sehol hazánk már - 1947-1997 | ” |
| – Anonymus |                                                          |   |

## Képek

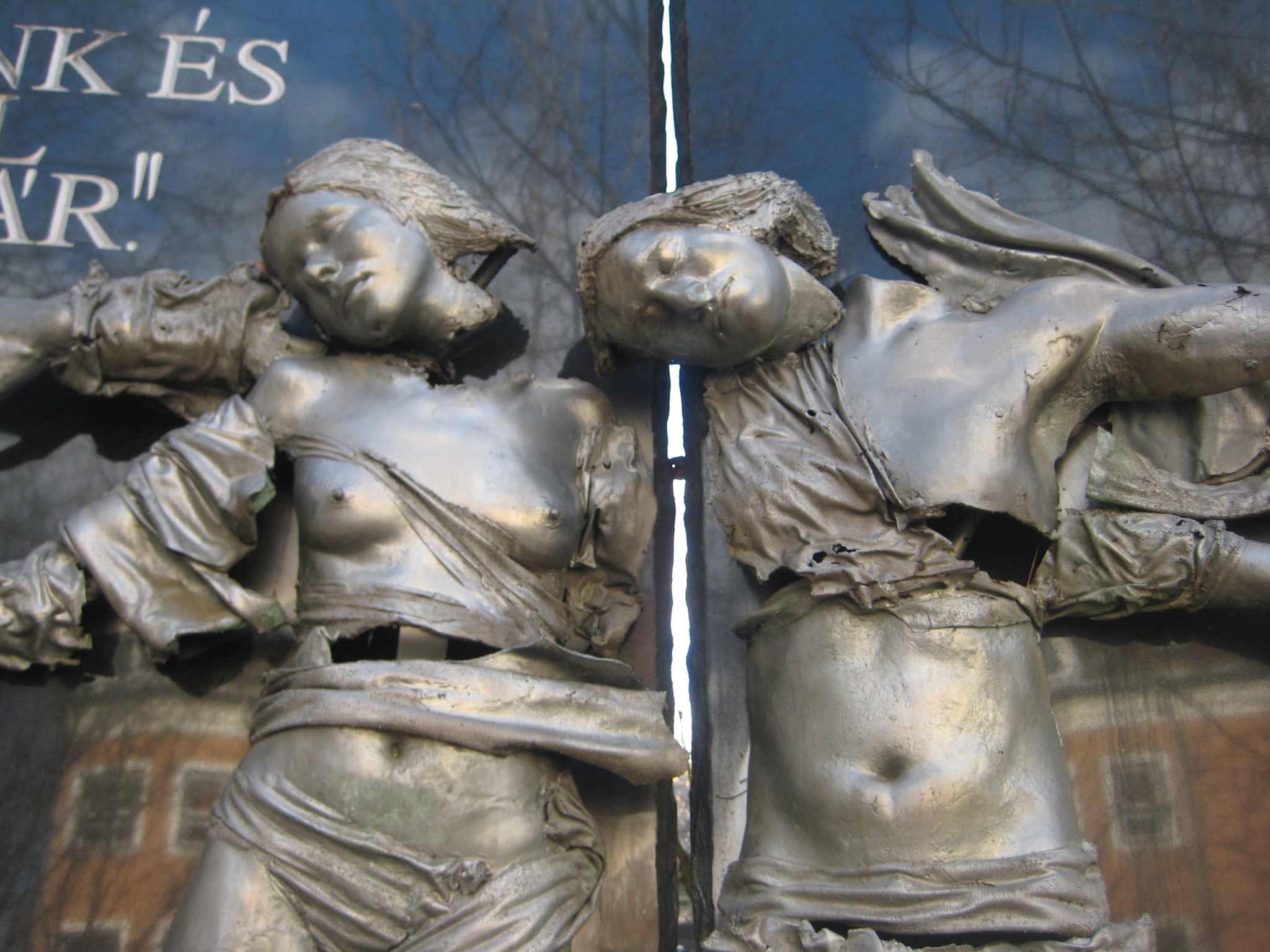
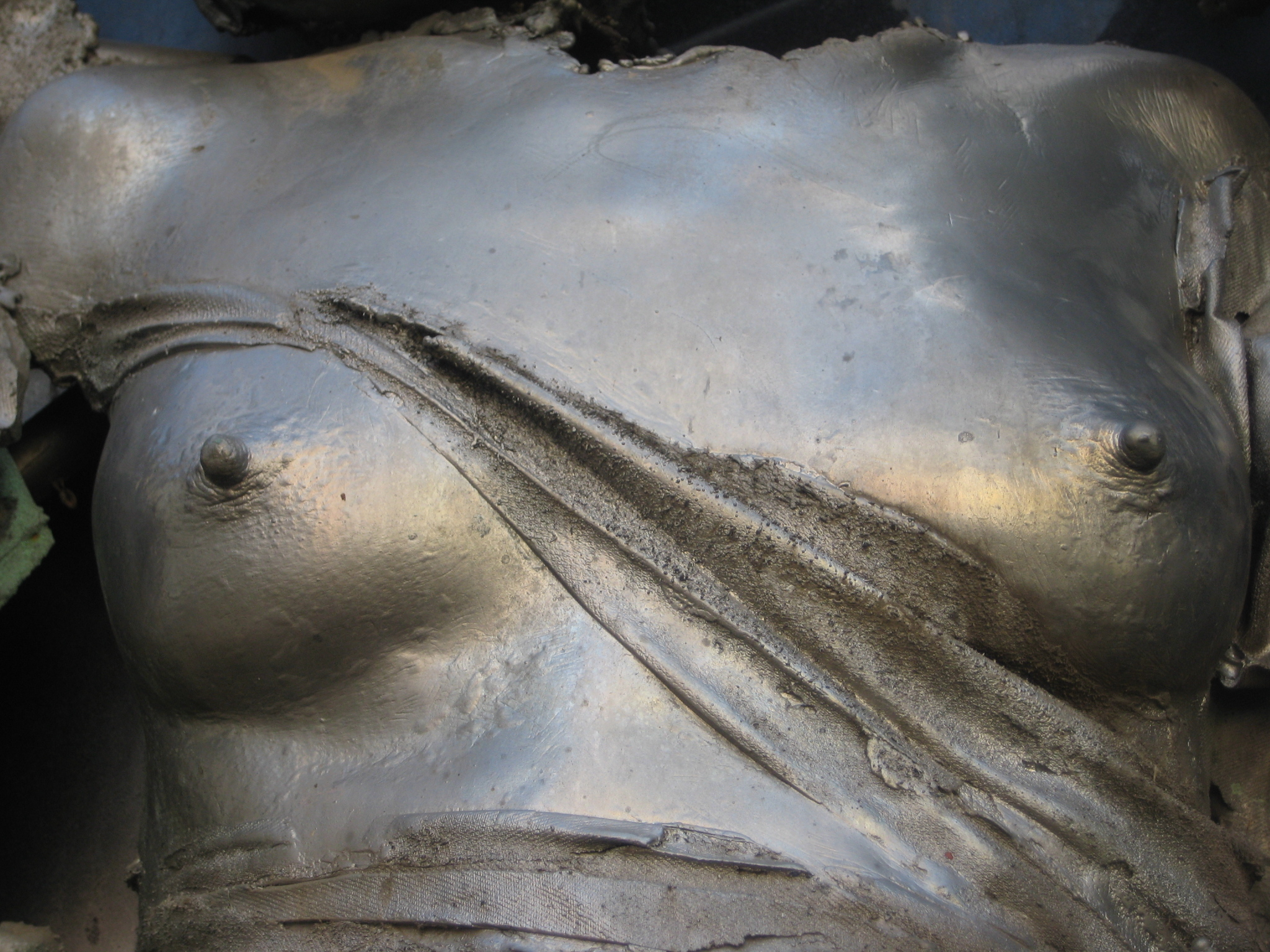
Árvai Ferenc művészi tehetségét bizonyítandó, az emlékművön lévő női alak idomainak valósághű ábrázolása
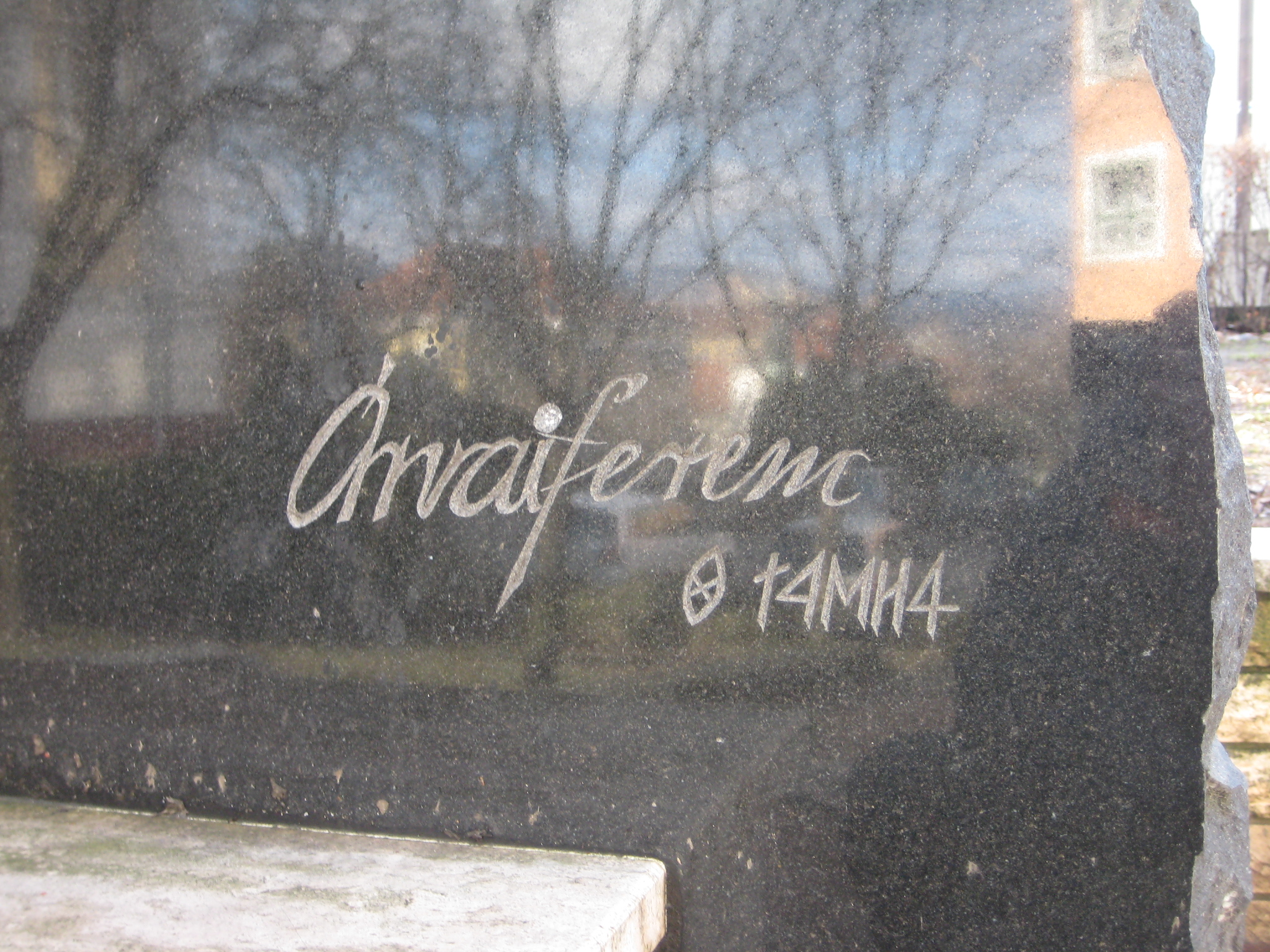
A művész aláírása
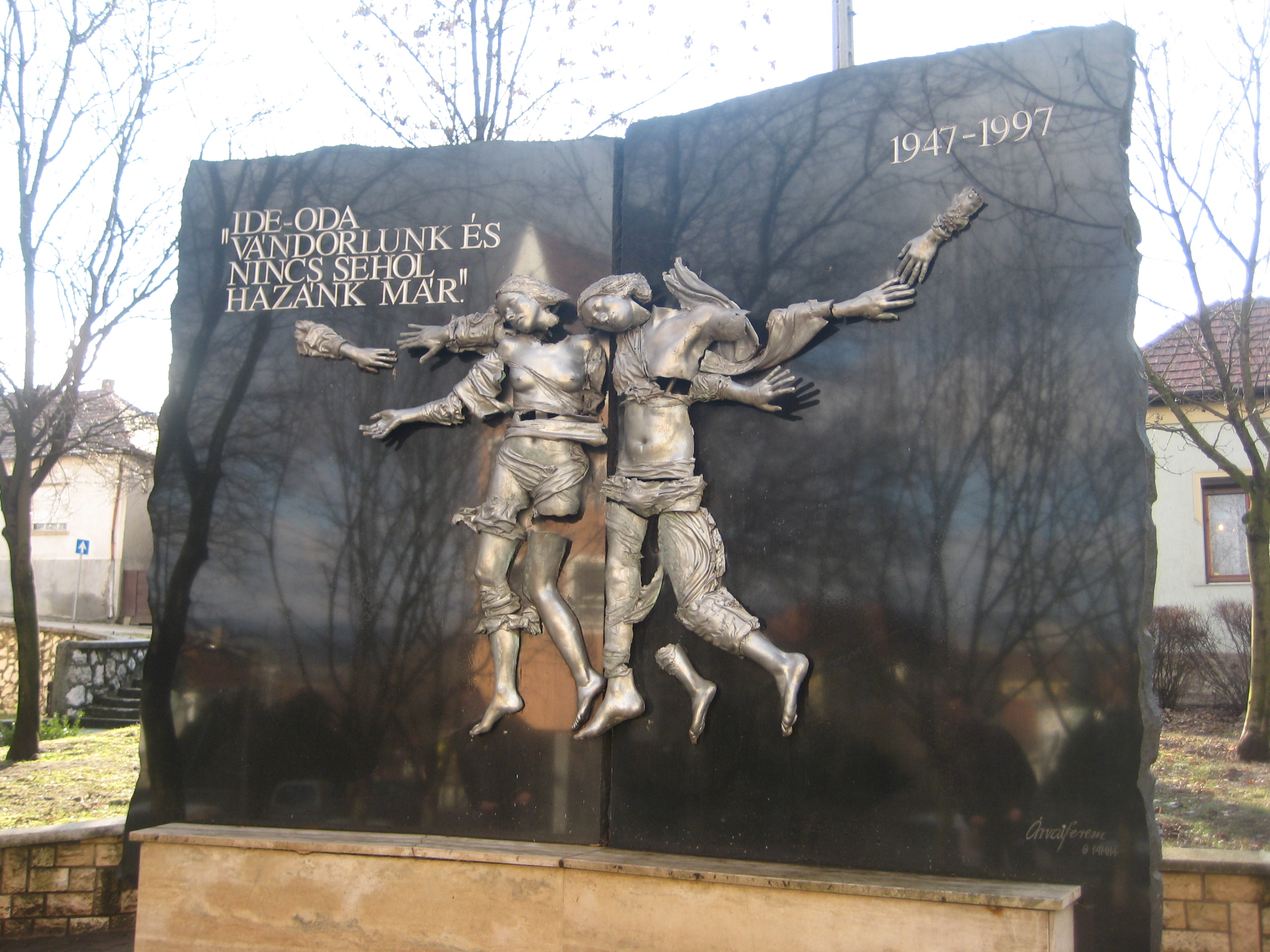